# Harry Glaß
Harry Glaß, nemški smučarski skakalec, * 11. oktober 1930, Klingenthal, Nemčija, † 13. december 1997, Rodewisch, Nemčija.
Glaß je nastopil na Zimskih olimpijskih igrah 1956 v Cortini d'Ampezzo, kjer je osvojil bronasto medaljo na veliki skakalnici. Na Svetovnem prvenstvu 1958 v Lahtiju je bil četrti. Kariero je moral končati po padcu na tekmi Novoletne turneje leta 1960.